# Gabriel Thorstensen
Thomas Thorstensen (Stavanger, 1 september 1888 - Stavanger, 14 juni 1974) was een Noors turner.
Thorstensen won samen met zijn broer Thomas tijdens de Olympische Zomerspelen 1912 de gouden medaille in de landenwedstrijd vrij systeem.

## Olympische Zomerspelen
| Jaar | Plaats    | Resultaten                   |
| ---- | --------- | ---------------------------- |
| 1912 | Stockholm | landenwedstrijd vrij systeem |